# Hans Rudolf Zeller
Hans Rudolf Zeller (* 4. März 1934 in Berlin; † 22. November 2019) war ein deutscher Musiktheoretiker, Essayist, Komponist und Performancekünstler.

## Leben
Zeller studierte Philosophie, Musikwissenschaft und Romanistik in Freiburg und Köln. Ab 1959 publizierte er experimentelle Texte, Kompositionen, Essays und Übersetzungen. Er gestaltete Rundfunksendungen und Klangperformances und war Mitarbeiter der Reihe Musik-Konzepte von Heinz-Klaus Metzger und Rainer Riehn. In seinen künstlerischen Arbeiten kombinierte er Texte mit klingenden Objekten und/oder optischen Projektionen („kinematologische Literatur“, „Scriptophonie“).

## Werke
Experimentelle Texte, Kompositionen, Performances
- Textbänder-operative Texte-Hand-Schriften-Versuche für Sprechorgane u. a. Blablamata. 1963
- kinem „kontexte“. 1965
- Denkfigur und Dia-log für Stimme(n) und Diascriptor(en)
- Husserl-Töne für Sprecher und Diaprojektionen
- Skizzenbuch BX für Stimme, Stift und Klavier. 1992/2002

Essays
- Kriterien der experimentellen Musik. Sendereihe. 1999

Herausgeberschaft
- Dieter Schnebel: Denkbare Musik. 1972
- Cage Box. 1979

Veranstaltungen
- Ausstellung über Iannis Xenakis. Bonn 1974
- Musik der anderen Tradition. Bonn 1981